# IC 5365
IC 5365 — галактика типу NF (в процесі підтвердження) у сузір'ї Скульптор.
Цей об'єкт міститься в оригінальній редакції індексного каталогу.